# Станція Бельгійський

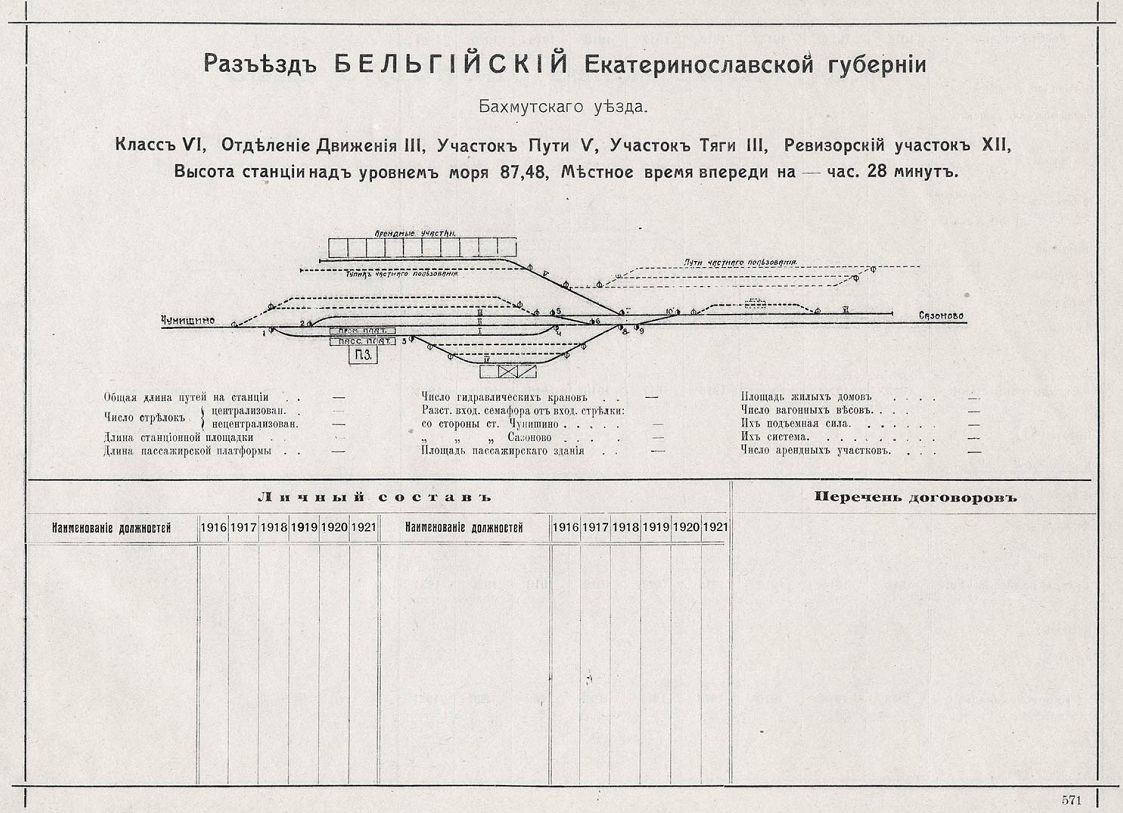
Колійний розвиток станції Бельгійський в 1917 році

Бельгійський — закрита в 2001—2002 роках вантажна станція Донецької залізниці в районі смт Шевченко. Обслуговувала закриту в 1989—1990 роках шахту ім. Т.Шевченко. Цей район місцеві мешканці досі називають «Бельгійкою», а станцію називали «Бельгія». Залізниця від станції Бельгійський примикала до станції Чунишине залізниці Рутченкове — Покровськ.
Залізницю Чунишине — Сазонове із роздільним пунктом Бельгійський відкрито у грудні 1917 року. Тоді станція мала 6 колій, дві з яких — тупикові. Були побудовані крита і відкрита товарні платформи, пакгауз, а в одному з тупиків розміщувалися орендовані ділянки під склади вантажів. У майбутньому передбачалося тут розмістити вагонні ваги. Оскільки станція Бельгійський розташовувалася на під'їзній гілці загального користування, тут передбачалася пасажирська будівля і дві пасажирські платформи. Походження назви станції: з 1912 року тут відкрито рудник англо-франко-бельгійського анонімного товариства Гришинських копалень, голова правління — французький підданий М. І. Каттавоз. У радянські часи це підприємство стало рудником № 5 Гришинського куща, а пізніше — Шевченківським рудником і шахтою ім. Тараса Шевченка.
Не зважаючи на те, що пасажирське сполучення даною під'їзною колією передбачалося із самого початку її функціонування, у зв'язку зі зміною системи господарства в країні пасажирські склади тут пішли лише після Другої Світової війни. Пасажирське сполучення тривало недовго, і пасажиропотік був невеликий: у 1964 році станція Бельгійський, згідно з офіційними статистичними звітами Ясинуватського відділення Донецької залізниці, відправила 21 пасажира. Із самого селища шахти ім. Т. Шевченка до Бельгійського тоді ходили пасажирські вагонетки шахтною вузькоколійкою.
Проте вантажообіг станції був досить великий, і це в першу чергу пов'язано з роботою шахти ім. Т. Шевченка. Саму шахту ще у 1920-х визнано нерентабельною, втім підприємство пережило епоху індустріалізації, воєнне лихоліття, розквіт 1950—60-х років, і закрилася лише після повного вичерпання запасів вугільного родовища в 1990 році. 
З перших років експлуатації залізниці, від станції Гришине на роз'їзд Бельгійський практично щодня ходив вантажний потяг з щонайменше 25 вагонами. Тож головним вантажем станції було вугілля. В 1923-24 господарчому році станція відправила 23,0 тисяч тонн, у 1924-25 році — 37,8 тис. т, в 1925-26 році — 65,7 тис. т вугілля марки Г. Приблизно 70 % вугілля споживали залізниці СРСР.  1934 року станція Бельгійський відправила 158 тис. т, а прийняла 5,8 тис. т різноманітних вантажів. Навіть у 1945 році, коли господарство ще не було повністю відновлено після завершення бойових дій на Донбасі, станція Бельгійський перевиконувала план навантаження, у серпні — на 130—140 %.
Після закриття шахти ім. Т. Шевченка, на території станції продовжував працювати асфальтобетонний завод, і залізницею туди возили бітум. Але у 2002 році гілку було остаточно закрито і демонтовано (включаючи колійний розвиток станції Бельгійський), хоча згаданий вище завод продовжував працювати до 2006 року.
Див. також: Рудниково-Лозівська залізниця. 